# Іто Дзюня
Іто Дзюня (нар. 9 березня 1993, Йокосука) — японський футболіст, нападник «Реймса» і національної збірної Японії.

## Клубна кар'єра
2015 року грав за «Ванфоре Кофу», з наступного сезону став гравцем «Касіва Рейсол».
У січні 2019 року на умовах річної оренди перейшов до бельгійського «Генка», після чого уклав з клубом повноцінний контракт.

## Виступи за збірну
Дебютував 2017 року в офіційних матчах у складі національної збірної Японії. Відтоді регулярно залучається до ігор національної команди.
| Дата       | Місто       | Господарі  | Результат | Гості             | Турнір                       | Голи | Примітки |
| ---------- | ----------- | ---------- | --------- | ----------------- | ---------------------------- | ---- | -------- |
| 9-12-2017  | Тьофу       | Японія     | 1 – 0     | Північна Корея    | Кубок Східної Азії 2017      | -    | 56'      |
| 12-12-2017 | Тьофу       | Японія     | 2 – 1     | КНР               | Кубок Східної Азії 2017      | -    | 75'      |
| 16-12-2017 | Тьофу       | Японія     | 1 – 4     | Південна Корея    | Кубок Східної Азії 2017      | -    | 70'      |
| 11-9-2018  | Осака       | Японія     | 3 – 0     | Коста-Рика        | товариський матч             | 1    | 85'      |
| 12-10-2018 | Ніїґата     | Японія     | 3 – 0     | Панама            | товариський матч             | 1    | 81'      |
| 16-11-2018 | Оїта        | Японія     | 1 – 1     | Венесуела         | товариський матч             | -    | 77'      |
| 20-11-2018 | Тойота      | Японія     | 4 – 0     | Киргизстан        | товариський матч             | -    | 59'      |
| 13-1-2019  | Абу-Дабі    | Оман       | 0 – 1     | Японія            | Кубок Азії 2019 - 1-й етап   | -    | 84'      |
| 17-1-2019  | Аль-Айн     | Японія     | 2 – 1     | Узбекистан        | Кубок Азії 2019 - 1-й етап   | -    |          |
| 21-1-2019  | Шарджа      | Японія     | 1 – 0     | Саудівська Аравія | Кубок Азії 2019 - 1/8 фіналу | -    | 77'      |
| 28-1-2019  | Аль-Айн     | Іран       | 0 – 3     | Японія            | Кубок Азії 2019 - півфінал   | -    | 89'      |
| 1-2-2019   | Абу-Дабі    | Японія     | 1 – 3     | Катар             | Кубок Азії 2019 - Фінал      | -    | 85'      |
| 5-6-2019   | Тойота      | Японія     | 0 – 0     | Тринідад і Тобаго | товариський матч             | -    | 71'      |
| 9-6-2019   | Повіт Міяґі | Японія     | 2 – 0     | Сальвадор         | товариський матч             | -    | 59'      |
| 10-9-2019  | Янгон       | М'янма     | 0 – 2     | Японія            | Відбір до ЧС 2022            | -    | 66'      |
| 10-10-2019 | Сайтама     | Японія     | 6 – 0     | Монголія          | Відбір до ЧС 2022            | -    |          |
| 14-11-2019 | Бішкек      | Киргизстан | 0 – 2     | Японія            | Відбір до ЧС 2022            | -    | 76'      |
| 9-10-2020  | Утрехт      | Японія     | 0 – 0     | Камерун           | товариський матч             | -    | 46'      |
| 13-10-2020 | Утрехт      | Японія     | 1 – 0     | Кот-д'Івуар       | товариський матч             | -    | 85'      |
| 17-11-2020 | Ґрац        | Японія     | 0 – 2     | Мексика           | товариський матч             | -    | 85'      |
| 25-3-2021  | Йокогама    | Японія     | 3 – 0     | Південна Корея    | товариський матч             | -    | 74'      |
| 30-3-2021  | Тіба        | Монголія   | 0 – 14    | Японія            | Відбір до ЧС 2022            | 2    |          |
| 28-5-2021  | Тіба        | Японія     | 10 – 0    | М'янма            | Відбір до ЧС 2022            | -    | 79'      |
| 11-6-2021  | Кобе        | Японія     | 1 – 0     | Сербія            | товариський матч             | 1    | 76'      |
| Усього     |             | Матчів     | 24        |                   | Голів                        | 5    |          |

## Досягнення

### Командні досягнення
- Чемпіон Бельгії (1):

«Генк»: 2018-19
- Володар Суперкубка Бельгії (1):

«Генк»: 2019
- Володар Кубка Бельгії (1):

«Генк»: 2020-21
- Срібний призер Кубка Азії: 2019

### Особисті досягнення
- Гол року Про-ліги: 2021–22[3]